# 拉緬基站
拉緬基站（羅馬化：Ramenki）是莫斯科地鐵加里宁-松采沃线的一個車站。此站在2017年3月16日啟用。此站是該線的南端總站，但之後將進一步南延至拉斯卡佐夫卡。隧道鑽挖工程自2013年開始 。